# Xoruzlu
Xoruzlu är en ort i Azerbajdzjan.   Den ligger i distriktet Tərtər Rayonu, i den centrala delen av landet, 240 km väster om huvudstaden Baku. Xoruzlu ligger 124 meter över havet och antalet invånare är 1 400.
Terrängen runt Xoruzlu är platt. Närmaste större samhälle är Barda, 12,1 km sydost om Xoruzlu.
Trakten runt Xoruzlu består till största delen av jordbruksmark. Runt Xoruzlu är det ganska tätbefolkat, med 134 invånare per kvadratkilometer.